# Moorhead (Mississippi)
Pour les articles homonymes, voir Moorhead.
La ville américaine de Moorhead est située dans le comté de Sunflower, dans l’État du Mississippi. Lors du recensement de 2000, sa population s’élevait à 2 573 habitants.

## Source
- (en) Cet article est partiellement ou en totalité issu de l’article de Wikipédia en anglais intitulé « Moorhead, Mississippi » (voir la liste des auteurs).